# P60
P60 – karta podatkowa w Wielkiej Brytanii oraz Irlandii, otrzymywana na zakończenie roku podatkowego, jest wykazem dochodów oraz zapłaconego podatku w skali całego roku podatkowego.
Formularz P60 składa się z dwóch części. Osoby, które chcą ubiegać się o świadczenia socjalne, zobowiązane są do przesłania drugiej części tego formularza do Ministerstwa Ochrony Społecznej. Dokument ten jest niezbędny w przypadku ubiegania się o zwrot nadpłaconego podatku. Może także posłużyć jako zaświadczenia o dochodach w przypadku ubiegania się o pożyczkę lub kredyt.